# Cañadón Chileno
Cañadón Chileno es un paraje argentino ubicado en el departamento Pilcaniyeu, provincia de Río Negro. Está ubicado al sur de Laguna Blanca y al norte de Comallo, sobre la Ruta Provincial 67. La aldea está compuesta por las viviendas de ocho familias, una capilla y una escuela hogar, además, no posee energía eléctrica. Aquí habitan comunidades mapuches y pertenece al municipio de Comallo.

## Geografía
Cañadón Chileno se encuentra ubicada en las coordenadas 40°54′00″S 70°12′00″O / -40.90000, -70.20000, a unos 800 m s. n. m., en la meseta patagónica.